# Hamish Carson
Hamish Carson, född 1 november 1988, är en nyzeeländsk medeldistanslöpare.
Carson tävlade för Nya Zeeland vid olympiska sommarspelen 2016 i Rio de Janeiro, där han blev utslagen i försöksheatet på 1 500 meter.